# Sketches of Frank Gehry
Sketches of Frank Gehry ist ein US-amerikanischer Dokumentarfilm aus dem Jahr 2005, der von Sydney Pollack gedreht und von Ultan Guilfoyle produziert wurde. Sydney Pollack und Frank Gehry verband eine langjährige Freundschaft.

## Inhalt
Der Film zeigt die verschiedenen Bauwerke des Architekten Frank Gehry; darunter die Eishockey-Arena in Anaheim (Kalifornien), das Guggenheim-Museum Bilbao, Spanien und die Walt Disney Concert Hall in Los Angeles.

## Hintergrund
Der Film lief unter anderem außerhalb der Konkurrenz auf den Internationalen Filmfestspielen von Cannes im Jahr 2006. Er wurde als eine Episode der PBS-Doku-Reihe American Masters ausgestrahlt.

## Kritiken
Das Lexikon des internationalen Films kritisiert an dieser „erkennbaren Freundschaftsarbeit“, dass sie „den Argumenten der Gehry-Kritiker“ nicht nachgehe, sah aber auch ein „farbiges, spannendes Dokument“ über Gehry „und zugleich ein[en] Film, der für jeden an Architektur Interessierten Bemerkenswertes zu bieten hat.“